# 诃子酸
诃子酸（又称诃子林鞣酸）是一种鞣花鞣质，多见于植物龙眼的种子、诃子的果实，以及大翅榄仁的叶片中，是诃子果实中鞣质的主要成分之一。